# Grange Verny
La Grange Verny ou Grange Basse est une maison de maître située à Clermont-l'Hérault, en France.

## Localisation
La maison est située sur la commune de Clermont-l'Hérault, département français de l'Hérault.

## Historique
Une magnanerie est la possession de la famille Verny dès 1680. La construction d'une maison de maîtres se fait entre 1700 et 1725. Thomas Verny fait agrandir et partiellement reconstruire la maison de maître à partir de 1779.
L'édifice est inscrit au titre des monuments historiques en 2007.